# 盖恩罗德 (图林根州)
盖恩罗德（德語：Gernrode，發音：[ɡɛʁnˈʁoːdə] ⓘ）是德国图林根州艾希斯费尔德县的市镇，面积7.37平方千米，2023年12月31日人口为1,480人。

## 友好城市
- 德国 杜德施塔特 蒂夫特林格罗德（德语：Tiftlingerode）
- 德国 萨尔姆塔尔